# Legion of the Damned
I Legion of the Damned sono una band thrash metal/death metal originaria dei Paesi Bassi, formatasi nel 2004.

Il gruppo tratta tematiche che vanno dall'horror alla religione, e dall'occultismo ad eventi apocalittici.

## Storia
La band nasce in seguito allo scioglimento degli Occult, dovuto all'abbandono di Rachel Heyzer e ad alcuni problemi con la precedente etichetta Karmageddon Media, lasciando pressoché immutati lo stile musicale e le tematiche.
Il 21 maggio 2011 l'ex bassista Twan Fleuren, il quale aveva abbandonato nel 2006 la band per problemi familiari, si è tolto la vita.

## Formazione

### Formazione attuale
- Richard Ebisch – chitarre
- Maurice Swinkels – voce
- Harold Gielen – basso
- Erik Fleuren – percussioni

### Ex componenti
- Twan Fleuren – basso
- Leon Pennings – chitarre
- Rachel Heyzer – voce

## Discografia

### Album in studio
- 2006 – Malevolent Rapture
- 2007 – Sons of the Jackal
- 2008 – Feel The Blade
- 2008 – Cult of the Dead
- 2011 – Descend Into Chaos
- 2014 – Ravenous Plague
- 2019 – Slaves Of The Shadow Realm

### Album dal vivo
- 2010 – Slaughtering...

#### Partecipazioni
- 2014 – AA. VV.: Live At Wacken 2013 (Summon All Hate)

#### Split
- 2013 – Party.San Metal Open Air - Hell Is Here-Sampler (con i Carcass e gli Hypocrisy)

### Raccolte
- 2013 – Full of Hate

### Singoli

#### Split
- 2013 – From Flood Into Fire (Live) / Summon All Hate (con i Kreator)
- 2013 – Imperial Anthems No. 11 (con gli Hail Of Bullets)

### Videografia

#### Partecipazioni
- 2014 – AA. VV.: Live At Wacken 2013 (Summon All Hate)